# Eomorphopus purpurascens
Eomorphopus purpurascens is een rechtvleugelig insect uit de familie doornsprinkhanen (Tetrigidae). De wetenschappelijke naam van deze soort is voor het eerst geldig gepubliceerd in 1791 door Olivier.